# I racconti di Belzebù a suo nipote
I racconti di Belzebù a suo nipote è un'opera filosofica e spirituale di Georges Ivanovič Gurdjieff, pubblicata per la prima volta nel 1950.
Il libro costituisce il primo volume della trilogia All and Everything («Tutto e ogni cosa»), ed è considerato uno dei testi fondamentali del sistema di pensiero di Gurdjieff, noto come la "Quarta Via".

## Storia
Fino al 1924, G.I. Gurdjieff insegnava secondo un metodo orientale, trasmettendo le sue idee direttamente a un ristretto gruppo di allievi, senza permettere loro di registrare o trascrivere quanto appreso. In seguito a un grave incidente nello stesso anno, Gurdjieff ritenne opportuno rendere pubbliche le sue idee in una forma accessibile a un pubblico più ampio. Decise di farlo attraverso un libro, utilizzando il formato del racconto mitico "su scala universale" e affrontando il tema del significato della vita umana. 
Pur continuando le sue altre attività, si dedicò alla scrittura con determinazione ed efficacia. Il risultato fu una serie di libri riuniti sotto il titolo Di tutto e di ogni cosa, la cui prima parte è costituita appunto da I Racconti di Belzebù a suo nipote. Il libro suscitò interesse e polemiche per la sua originalità, tanto che inizialmente venne considerato non pubblicabile. Tuttavia, nel 1948, poco prima della sua morte, Gurdjieff ne curò l'edizione in diverse lingue, e l'opera fu pubblicata nel 1950 in America, Inghilterra e Austria.

## Struttura
Il libro è scritto come una serie di racconti in forma di dialogo, in cui il protagonista, Belzebù, un'antica figura mitologica demonizzata nelle religioni abramitiche, racconta al proprio nipote Hassein la storia dell'umanità, le sue debolezze e i suoi errori, così come le leggi universali che governano l'universo. Il testo è composto da una narrazione che si sviluppa in 48 capitoli, densi di riflessioni filosofiche, cosmologiche e morali.

## Contenuto
La narrazione parte da un presupposto metafisico, secondo cui l'universo è visto come un sistema vivente e dinamico, regolato da leggi precise. Belzebù, in esilio sul suo pianeta a causa di una ribellione contro Dio, ha osservato l'umanità per millenni, e condivide le sue osservazioni con il nipote nel corso di un lungo viaggio spaziale. Questo dialogo diventa un pretesto per esplorare la natura umana, la spiritualità e i meccanismi che causano la sofferenza e l'autodistruzione dell'essere umano.

## Temi
Alcuni dei temi centrali de I racconti di Belzebù a suo nipote includono:
- L'auto-osservazione e l'autoconsapevolezza: l'essere umano, secondo Gurdjieff, vive gran parte della sua vita in uno stato di "sonno", inconsapevole delle proprie azioni e dei meccanismi che lo governano. Attraverso la pratica dell'auto-osservazione, è possibile risvegliarsi ad una coscienza superiore.
- Le leggi universali: Gurdjieff descrive leggi cosmiche che regolano il funzionamento dell'universo e la vita umana. Tra queste, la legge dell'ottava (che spiega la discontinuità nei processi) e la legge dei tre (che riguarda l'equilibrio tra le forze attive, passive e neutralizzanti).
- La meccanicità dell'uomo: secondo Gurdjieff, gli esseri umani sono profondamente influenzati da forze meccaniche e automatiche, agendo inconsapevolmente come macchine. L'obiettivo del "Lavoro" è rompere questa meccanicità e raggiungere un livello più elevato di coscienza.
- La sofferenza e il sacrificio: Gurdjieff enfatizza l'importanza della sofferenza cosciente e del sacrificio intenzionale come mezzi per la crescita spirituale. Questa sofferenza è diversa dalla sofferenza ordinaria, perché viene accettata consapevolmente come parte di un processo di sviluppo interiore.

## Linguaggio e stile
Il linguaggio utilizzato da Gurdjieff nel libro è volutamente complesso e articolato. Gurdjieff impiega uno stile volutamente denso, con frasi lunghe e talvolta criptiche, alternando termini tecnici con parole inventate, simboli e metafore. Questa scelta è stata fatta per costringere il lettore a uno sforzo consapevole durante la lettura, in linea con l'idea che solo un impegno attivo possa portare alla comprensione delle verità più profonde.

## Influenza e ricezione
Il libro ha avuto un impatto significativo all'interno dei circoli filosofici e spirituali, in particolare tra i seguaci del Quarto Cammino di Gurdjieff. La sua opera è stata studiata da ricercatori e praticanti del lavoro spirituale per decenni. A causa della sua complessità e della natura esoterica dei temi trattati, tuttavia, I racconti di Belzebù a suo nipote è spesso considerato di difficile lettura per il pubblico generale.

## Interpretazioni e analisi
L'opera di Gurdjieff è stata oggetto di molte interpretazioni e dibattiti. Alcuni vedono nel libro una critica alla civiltà moderna e alla superficialità della cultura umana, mentre altri lo interpretano come una guida per la crescita spirituale personale. Il rapporto tra maestro e discepolo, incarnato da Belzebù e Hassein, è centrale nella struttura narrativa e riflette il metodo di insegnamento di Gurdjieff stesso, che spesso utilizzava parabole e storie per trasmettere i suoi insegnamenti.

## Edizioni
- (EN) George Gurdjieff, Beelzebub's Tales to His Grandson, collana All and Everything, E. P. Dutton & Co. Inc., 1950.
  -  I racconti di Belzebù a suo nipote, Neri Pozza, 2009, 978-8854503571.